# Карастелек (комуна)
Карастелек (рум. Carastelec) — комуна у повіті Селаж в Румунії. До складу комуни входять такі села (дані про населення за 2002 рік):
- Думуслеу (98 осіб)
- Карастелек (1065 осіб) — адміністративний центр комуни

Комуна розташована на відстані 412 км на північний захід від Бухареста, 29 км на північний захід від Залеу, 89 км на північний захід від Клуж-Напоки.

## Населення
За даними перепису населення 2002 року у комуні проживали 1163 особи.
Національний склад населення комуни:
| Національність | Кількість осіб | Відсоток |
| -------------- | -------------- | -------- |
| угорці         | 1048           | 90,1%    |
| румуни         | 107            | 9,2%     |
| цигани         | 8              | 0,7%     |

Рідною мовою назвали:
| Мова      | Кількість осіб | Відсоток |
| --------- | -------------- | -------- |
| угорська  | 1047           | 90,0%    |
| румунська | 107            | 9,2%     |
| циганська | 9              | 0,8%     |

Склад населення комуни за віросповіданням:
| Релігія        | Кількість осіб | Відсоток |
| -------------- | -------------- | -------- |
| римо-католики  | 979            | 84,2%    |
| православні    | 108            | 9,3%     |
| п'ятдесятники  | 39             | 3,4%     |
| реформати      | 32             | 2,8%     |
| греко-католики | 2              | 0,2%     |
| бретрени       | 2              | 0,2%     |
| адвентисти     | 1              | 0,1%     |